# Peter Schanz
Peter Schanz (* 10. Juli 1957 in Bamberg) ist ein deutscher Autor, Dramaturg und Regisseur.

## Leben
Peter Schanz wuchs in seiner Geburtsstadt Bamberg in Oberfranken auf. Nach dem Abitur 1976 studierte er Germanistik, Geschichte, Soziologie und Politologie an den Universitäten Würzburg, Graz und München und schloss 1982 mit Staatsexamen ab. Anschließend leistete er 16 Monate Zivildienst in einem Internat für behinderte Kinder.
Zwischen 1984 und 1999 war er an verschiedenen deutschen Theatern als Dramaturg und Regisseur engagiert, zuletzt als Künstlerischer Direktor am Staatstheater Braunschweig. Seit 1999 arbeitet Schanz als freier Autor und Dramaturg und ist darüber hinaus auch als Fotograf tätig. Peter Schanz lebt in Neuwittenbek am Nord-Ostsee-Kanal.

## Werke

### Theaterarbeiten
- Der Afrikaner. Nach Wilhelm Raabes „Abu Telfan“. UA April 2002 Staatstheater Braunschweig.
- destination anywhere. Eine Soulgeschichte vom platten Land. UA Oktober 2002 Theatergruppe am Mühlenberg Tarmstedt.
- Braunschweich, Braunschweich! Ein Heimatabend mit der Jazzkantine. UA Juli 2003 Staatstheater Braunschweig.
- Bohlweg Tahiti. Ein Sehnsuchtsabend mit Gerstäckermaterial. UA April 2004 Staatstheater Braunschweig.
- Hundert Jahre HipHop. Die Jubiläumstournee mit Puff Baba und Jennifer Lopetzki. UA Januar 2004 Landesbühne Hannover.
- Mensch Agnes! Eine Moritat. UA November 2005 Staatstheater Braunschweig.
- Unser Parzival. Eine alte Geschichte. UA April 2006 Theatergruppe am Mühlenberg Ottersberg.
- Ölper Zwölf Pöints. Das interaktive Wunschkonzert mit der Jazzkantine. UA Juli 2006 Staatstheater Braunschweig.
- Anna sagt was. Eine Brandrede aus dem Theater. UA Februar 2007 Staatstheater Braunschweig.
- Lunke. Eine Szene. UA Juli 2007 E.T.A. Hoffmann-Theater Bamberg.
- Ölper 2. Ein Lied für Braunschweig. Die zweite Staffel. Mit der Jazzkantine. UA August 2007 Staatstheater Braunschweig.
- Was wollt Ihr! Ein Spiel mit Shakespeares „Twelfth Night“. UA März 2008 Theatergruppe am Mühlenberg Tarmstedt.
- Gipfeltaucher. Ein Lustspiel aus der großen Welt der kleinen Politik in Versen. UA Juni 2009 Staatstheater Braunschweig.
- Unser Eintracht. Ein musikalisches Trainingslager für die Braunschweiger Seele. Mit der Jazzkantine. UA August 2009 Staatstheater Braunschweig.
- Meta, Norddeich. Das Rockmusical des Nordens. UA Januar 2010 Landesbühne Niedersachsen Nord Wilhelmshaven.
- Kiel Alexandraplatz.
- error_403_verboten, Libretto für eine Kurzoper von Julian Lembke, UA Juni 2011 Hochschule für Musik Detmold
- Die Braunschweiger Weihnachtsgeschichte. Ein Krippenspiel mit der Jazzkantine. UA Dezember 2011 Wintertheater Braunschweig.[1]
- Luise & Mathilde. Ein Kammer-Spiel um Georg Büchners Schwestern. UA Mai 2012 Staatstheater Darmstadt.
- Die Prinzessin von Zelle. UA Mai 2012 Schlosstheater Celle.
- Ö 3.0 – das Ölperium kehrt zurück. Ein neues Lied für Braunschweig. Mit der Jazzkantine. UA August 2012 Staatstheater Braunschweig[2]
- Beate U. Ein Frauenleben in Schleswig-Holstein. Musikalische Revue. UA Dezember 2012 Stadttheater Rendsburg.
- Altensalzkoth. Eine Recherche in unserer Nachbarschaft. UA Februar 2013 Schlosstheater Celle.
- Der OB. Monodrama für einen Komödianten wider Willen. UA März 2013 Stadttheater Wilhelmshaven.[3]
- Fritz Haber Deutsch oder Stimmt die Chemie? UA April 2013 Staatstheater Darmstadt.
- Die Weihnachtsfeier. Ein Liederabend. Mit Christian Eitner. UA Dezember 2013 Wintertheater Braunschweig.[4]
- Feier-Abend. Mit Ingo Börchers. UA Januar 2014 Theater Bielefeld.
- Und juchheirassa. Noch ein Denkmal für Hermann Löns. UA April 2014 Schlosstheater Celle.
- DA DA DA. Ein musikalisches Navigationssystem durch die 80er Jahre in Braunschweig von Eitner & Schanz. Mit Christian Eitner und der Jazzkantine. UA August 2014 Staatstheater Braunschweig.[5]
- Fluchtpunkt Celle. Vom vertrieben werden und vom willkommen sein. UA März 2016 Schlosstheater Celle.
- Oh Heilige Kümmernis! Eine musikalische Anrufung. Mit Jens Düppe. UA Mai 2016 Festival Achtbrücken Köln.
- Spiel mir das Lied vom Löwen. Ein Western. Mit Christian Eitner. UA August 2016 Lokpark Braunschweig.
- Die Blechtrommel. Dramatisierung des Romans von Günter Grass. UA Oktober 2016 Theater Lübeck.[6]
- Hänsel, Gretel, Frosch & Wolf. Mit Christian Eitner. UA November 2016 Wintertheater Braunschweig.
- Der größte Zwerg. Ein Sudelstück für Georg Christoph Lichtenberg. UA Februar 2017 Junges Theater Göttingen.[7]
- Anders Glauben. Reformationsgeschichten vom Niederrhein. UA Juni 2017 Evangelische Pfarrkirche Schwanenberg.[8]
- Good Bayreuth. Übertragung der Boulevard-Komödie Bis Denver von Oliver Bukowski aus dem Niederlausitzschen ins Oberfränkische. EA Oktober 2017 Landestheater Coburg.
- GÖ 68 ff. Ein Heimatabend zum 50. Geburtstag von 1968. UA April 2018 Junges Theater Göttingen.
- Der Fluch der Oker. Ein neuer Western. Jetzt auch mit Piraten. Mit Christian Eitner. UA August 2018 Lokpark Braunschweig.
- Jakob Weintraub Wanderführer. Oktober 2018 „Erzählung“ SWR2.[9]
- Aloha Therese! UA April 2019. Junges Theater Göttingen.[10]
- HYPER! HYPER! Ein musikalisches Navigationssystem durch die 90er Jahre in Braunschweig von Eitner & Schanz. Mit Christian Eitner und der Jazzkantine. UA Juni 2019 Staatstheater Braunschweig.
- Harz aber herzlich. Ein Hüttenabend im Braunschweiger Hausgebirge. Mit Christian Eitner. UA November 2019 Wintertheater Braunschweig.
- Bürgerdenkmal. Kurzer Abriss eines Dichterlebens. UA Juni 2021 Junges Theater Göttingen.[11]
- Der Leibarzt, sein König und beider Frau. Ein dänisch-deutsches Hof-Drama. UA September 2021 Landestheater Schleswig-Holstein.[12]
- Fischbrötchenblues. UA Februar 2022 Landestheater Schleswig-Holstein.[13]
- Der Diamantenherzog und das brennende Schloss. Mit Christian Eitner. UA April 2022 Staatstheater Braunschweig.[14]
- Stadt in der Manege. Mit Christian Eitner. UA August 2023 Zirkus Brunswick Braunschweig.
- Stille Nacht in Gliesmarode. Mit Christian Eitner. UA November 2023 Wintertheater Braunschweig.
- Das Tattoo von Haithabu. UA Mai 2024 Landestheater Schleswig-Holstein.[15]

### Hörfunkfeatures
- Alle Wasser. Eine Weltumrundung in 87 Tagen. [Später nachgesendet als 87 Tage Blau.] Hessischer Rundfunk und Radio Bremen 2001.
- Besser Du warst im Kloster als im Puff. Die Lebensgeschichte der Gretel Hagedorn. Radio Bremen 2001.
- Raabenester wunderbar. Ein Ausflug ins Gemüt deutscher Dichterfreunde. Deutschlandfunk 2002.
- Begrabt mich im Wasser! Gute Gründe für eine Seebestattung. DeutschlandRadio 2003.
- Artenschutz für Haifischbars. Ein Zug durch einschlägige Feuchtgebiete. Norddeutscher Rundfunk und Hessischer Rundfunk 2003.
- Auch ich auf Tahiti! Mit Friedrich Gerstäcker in der Südsee. Radio Bremen 2004.
- Zu Wasser durchs Land. Ein Reisebericht aus Deutschland zwischen seinen Ufern. Norddeutscher Rundfunk 2005.
- Grenzläufer. 1393 Kilometer zu Fuß durch Deutschland. Deutschlandradio Kultur und Norddeutscher Rundfunk 2009.[16]
- Metas Morphosen. Ein Albumblatt für eine in Ostfriesland weltberühmte Wirtin. Radio Bremen 2010.
- Bahnhof verstehen. Vom Ankommen, vom Abfahren und vom Warten. Deutschlandradio Kultur 2013.
- Große Kleine Schwestern. Ein Feature über Luise und Mathilde Büchner, deren Bruder Georg damals keiner kannte. Norddeutscher Rundfunk in Zusammenarbeit mit der Hochschule für Musik, Theater und Medien Hannover, Regie: Leonhard Koppelmann. NDR Kultur 2013.
- Fritz Clara Krieg. Feature. NDR Kultur 2014.
- Deutsche Reinheit, deutscher Durst. Ein Bierblues-Feature. Norddeutscher Rundfunk, Deutschlandradio Kultur und Bayerischer Rundfunk 2016.
- Marlene Dietrich, ihre Schwester und die Licht-Spiele von Bergen-Belsen. NDR Kultur 2017.
- Das? War? Euer? Ernst? Versuch, die 68er zu verstehen. Norddeutscher Rundfunk in Zusammenarbeit mit der Hochschule für Musik, Theater und Medien Hannover, Regie: Friederike Wigger. NDR Kultur / HMTMH 2018.
- Großvater der Kommune – Dieter Kunzelmann. Regie: Nikolai von Koslowski. NDR Kultur / SWR2 2018.
- Weltfischbrötchentag. Feature. Regie: Sven Stricker. NDR Radiokunst 2019.
- Demokratie ist schön, macht aber viel Arbeit. Feature. Norddeutscher Rundfunk in Zusammenarbeit mit der Hochschule für Musik, Theater und Medien Hannover, Regie: Friederike Wigger. NDR Kultur / HMTMH 2020.
- Warum Wikinger? Über eine erstaunliche Zeiterscheinung. Feature. Regie: Ulrich Lampen. NDR Kultur 2023.[17]

### Bücher
- 87 Tage Blau. Logbuch einer Erdumrundung. Mare-Hörbuch. Hörbuch Hamburg Verlag 2001. ISBN 978-3934120891.
- 87 Tage Blau. Logbuch einer Erdumrundung in Text und Fotografien. Sanssouci-Verlag bei Hanser 2003. ISBN 978-3725412822. Neuausgabe 2011: ISBN 978-3836302999.
- Eine Braunschweigische Dramaturgie. Stücke für diese Stadt. Appelhans-Verlag 2007. ISBN 978-3937664729.
- Mitten durchs Land. Eine deutsche Pilgerreise. Aufbau-Verlag 2009. ISBN 978-3351027056.
- Heizer Tom und Natascha. Eine Kindergeschichte aus der Seefahrerei. Illustration Meike Töpperwien. Verlag Andreas Reiffer 2011. ISBN 978-3934896604.